# Közhasznú Esmeretek Tára
A betűrendes magyar enciklopédiák sorát a Közhasznu Esmeretek Tára nyitotta meg, a Conversations-Lexikon magyarított változataként. Kiadását Otto Wigand pesti könyvárus 1831-ben indította meg és 1834-ig 12 kötetben befejezte.  Az egyhasábosan szedett apró betűs munka jó néhány magyar vonatkozású szócikket is tartalmazott, tehát tekintettel volt a hazai viszonyokra. Egy évtized múlva, 1844-ben Wigand jogutóda, Heckenast bocsátotta közre annak olcsó kiadását, amely különben az elsőnek betű szerinti lenyomata, csak kisebb sorközökkel és gyengébb minőségű papíron.

## Az első kötet munkatársai
Az első kötet cikkeit a következő szerzők írták:
- Angyalffy Mátyás, a Georgikon egykori tanára (földművelési és állattenyésztési cikkek)
- Aszalay József helytartósági titkár (földrajz)
- Ballai Valér bencés szerzetes (hittudomány)
- Balogh Pál orvos (orvostudomány, kémia, természetrajz)
- Balogh Sámuel református lelkész (filozófia)
- Bitnitz Lajos katolikus pap, liceumi tanár (klasszika-filológia)
- Csató Pál akadémiai írnok (vegyes cikkek)
- Cserneczky József, a Sas című folyóirat munkatársa (vegyes cikkek)
- Dessewffy József gróf, földbirtokos (nyelvészet, történelem, mezőgazdaság)
- Döbrentei Gábor akadémiai titkár (világtörténelem, magyar történelem, világirodalom, magyar irodalom, nyelvtan, poétika, verstan)
- Fábri Pál evangélikus gimnáziumi igazgató (magyar történelem)
- Ferenczy István szobrászművész (képzőművészetek)
- Guzmics Izidor bencés szerzetes (hittudomány)
- Győry Sándor mérnök (matematika, műszaki tudományok)
- Jakab István helytartósági fogalmazó (zene)
- Kis János evangélikus szuperintendens (hittudomány)
- Kiss Károly császári-királyi kapitány (hadtudomány)
- Lassú István pénzügyi hivatalnok (földrajz)
- Mailáth János gróf, földbirtokos (osztrák történelem)
- Mednyánszky Alajos báró, királyi helytartótanácsos (történelem, művészetek)
- Nyiry István református tanár (fizika)
- Ponori Thewrewk József ügyvéd (vegyes cikkek)
- Pólya József orvos (orvostudomány)
- Sárkány Miklós bencés szerzetes (hittudomány)
- Schedius Lajos egyetemi tanár (esztétika, földrajz)
- Szalay Imre katolikus pap, egyetemi tanár (hittudomány)
- Teleki József gróf, akadémiai elnök (magyar történelem)
- Thaisz András ügyvéd, a Tudományos Gyűjtemény volt szerkesztője (jogtudomány)
- Tittel Pál egyetemi tanár (matematika, csillagászat)
- Vásárhelyi Pál mérnök (műszaki tudományok)
- Wesselényi Miklós báró, földbirtokos (lótenyésztés)
- Zsivora György ügyvéd (jogtudomány)

## Kritikák
- Az Auróra-kör (Bajza József és társai) kemény tollharcot kezdtek a szerkesztőség élén állók, főleg Döbrentei Gábor ellen.
- Amikor Otto Wigand 1830. február 6-án kiadta a Közhasznú Esmeretek Tára programját, az egyik mutatványcikk alatt Cserneczky József neve is előfordult; Bajza József a Figyelmeztetés című röpiratában megtámadta Wigand vállalkozását és Cserneczky cikkét kegyetlenül leszólta. Erre Cserneczky február 23-án mint szerkesztő kiadta Feleletét. A vitához többen hozzászóltak. Cserneczky láthatóan megsértődött és otthagyta a Közhasznú Esmeretek Tárát